# Lozuvatka, Kompaniivka
Lozuvatka (în ucraineană Лозуватка) este localitatea de reședință a comunei Lozuvatka din raionul Kompaniivka, regiunea Kirovohrad, Ucraina.

## Demografie
Componența lingvistică a localității Lozuvatka
     Ucraineană (96,73%)
     Rusă (1,05%)
     Alte limbi (1,05%)
Conform recensământului din 2001, majoritatea populației localității Lozuvatka era vorbitoare de ucraineană (96,73%), existând în minoritate și vorbitori de armeană (1,18%) și rusă (1,05%).